# アルノルド・ド・ランタン
アルノルド・ド・ランタン（Arnold de Lantins, 1432年7月2日以前に没）は、1420年代に活躍したブルゴーニュ楽派の作曲家。中世からルネサンスへの過渡期に活動したため、作風はその両方の音楽の特徴を兼ね備えている。ギヨーム・デュファイの同時代人である。
1420年代から1430年ごろまでの数年間を除いて、生涯について詳しいことは分かっていない。フランドルかその近隣の出身者であると推測されている。デュファイが1420年から1424年の間に作曲したロンドーのなかでランタンに触れているので、おそらく1420年代初頭に、ランタンはリミニかペザロのマラテスタ家に仕えていたらしい。ランタンは1428年にヴェネツィアにおり、1431年にはローマにいて、デュファイとともに教皇庁の聖歌隊の歌手を務めた。ランタンはローマにわずか半年しか居らず、その後は歴史から消えている。ローマは、1431年2月のローマ教皇マルティヌス5世の没後に、公会議優先主義に関連して混迷の時期を迎えていたのである。多くの音楽家がその頃（またはその直後に）ローマを去っているので、ランタンもその一人だったのかもしれない。
アルノルド・ド・ランタンが、同時期に活躍したユゴー・ド・ランタンの親族であるのかどうかは定かでない。だが、二人のランタンの作品がしばしば曲集の中で一緒に現われており、地理的にも同じ地域にいたらしいことから、あながち両者が親族であるはずがないとも言い切れない（この二人には、作曲様式上のはっきりした違いが見られることから、二人が同一人物ということはありえない）。ボローニャQ15写本の手稿に含まれる1つの組みミサ（composite mass）には、アルノルド・ド・ランタンの作曲した楽章が含まれており、これは明らかに、ヨハンネス・チコーニアの既存の作品の足りない部分を補うために作曲されたのであった。そのほかに、例えばアントニオ・ザカーラ・ダ・テーラモのミサ断章と組み合わされた例がある。
アルノルド・ド・ランタンの作品は、同時代から高く評価され、デュファイやバンショワ、チコニアらの作品と並んで、当時の手写本集に載っている。とりわけモテット《あなたは全く美しい Tota pulchra es》は、広く流布した資料において見出される。この作品は、印刷技術の到来に先立っているので、写本が広く行き渡ったということは、ランタンの名声と人気の証拠といえよう。完成された循環ミサ曲を少なくとも1曲残したほか、上記のようないくつかのミサ断章がある。音楽的にランタンの作品は単純で、3声体と主要モチーフの技法を用いて、通模倣的な書法を避けている。聖母マリアのためのアンティフォナのような宗教曲は、装飾的な旋律書法や模倣が採用されている。
バラードやロンドーのような世俗音楽もあるが、いずれもがフランス語のテクストに作曲されている。そのいくつかは、特定の出来事や人物に関連して作曲されているが、それらの出来事や人物については、一つとして究明されていない。

## 音源
- Arnold de Lantins, Missa Verbum Incarnatum, Ricercar CD RIC 207, sung by the Capilla Flamenca Psallentes.  Also contains the motet O pulcherrina mulierum, as well as music by Johannes Brassart and Johannes Cesaris.